# Islamismo no Brasil
O Islã no Brasil contava com 35 167 seguidores, segundo dados do censo demográfico de 2010 do Instituto Brasileiro de Geografia e Estatística (IBGE). Porém, algumas instituições islâmicas brasileiras consideram que o número de seguidores é muito superior e que há cerca de 1,5 milhão de fiéis do Islã no país. O número de brasileiros convertidos ao islã cresceu 25% entre 2001 e 2011. O fenômeno pode ser explicitado pelo aumento no número de mesquitas no país (de 70 para 115), de sheikhs que falam português (que triplicou) e de brasileiros no topo da hierarquia de entidades muçulmanas.

## História

### Escravizados africanos
O Islã na África subsariana repercutiu de forma indireta na história do Brasil colonial, uma vez que muitos escravos trazidos ao país praticavam a religião muçulmana. A maioria desses escravos exercia atividades agrárias, mas os escravos das áreas urbanas ultrapassaram o limite da relação com seus senhores, entrando em contato com diferentes grupos sociais, fazendo com que o Islã se propagasse mais rapidamente. No contexto urbano, os escravos muçulmanos se diferenciavam dos demais por não aceitarem a imposição religiosa de seus senhores. Os escravos muçulmanos eram convertidos ao catolicismo pelos senhores e passavam a ser chamados de mouriscos, mas essa conversão forçada apenas contribuiu para que eles ficassem ainda mais unidos em sua prática religiosa.
Em 1835, os escravos muçulmanos organizaram a Revolta dos Malês, na Bahia, contra a escravidão. Alguns historiadores assinalam a notável organização do movimento, de modo que pode ser constatado o Jihad Fi Sabilillah ("esforço pela causa de Alá") durante a revolta. A revolta foi importante para o enfraquecimento do sistema escravocrata, mas seus principais líderes, quando capturados em batalha, foram devolvidos ao continente africano, pois os militares temiam que caso fossem mortos a fé dos combatentes aumentaria.
Antes de chegar ao Brasil, o padre português e primeiro inquisidor oficial em terras brasileiras, Heitor Furtado de Mendonça visitou colônias portuguesas na África, onde identificou os procedimentos religiosos dos nativos daquele continente, tendo adentrado pelo Reino do Benim que, mediante aliança político-comercial com Portugal, serviu de porto para o comércio de escravos. Já no Brasil, Furtado assinalou os costumes dos "maometanos" (seguidores de Maomé), tais como a oração de Salatul Juma, o não-consumo de carne, gordura de porco ou de bebidas alcoólicas, a escrita de caracteres árabes e a leitura de livros como o Corão.

### Era contemporânea

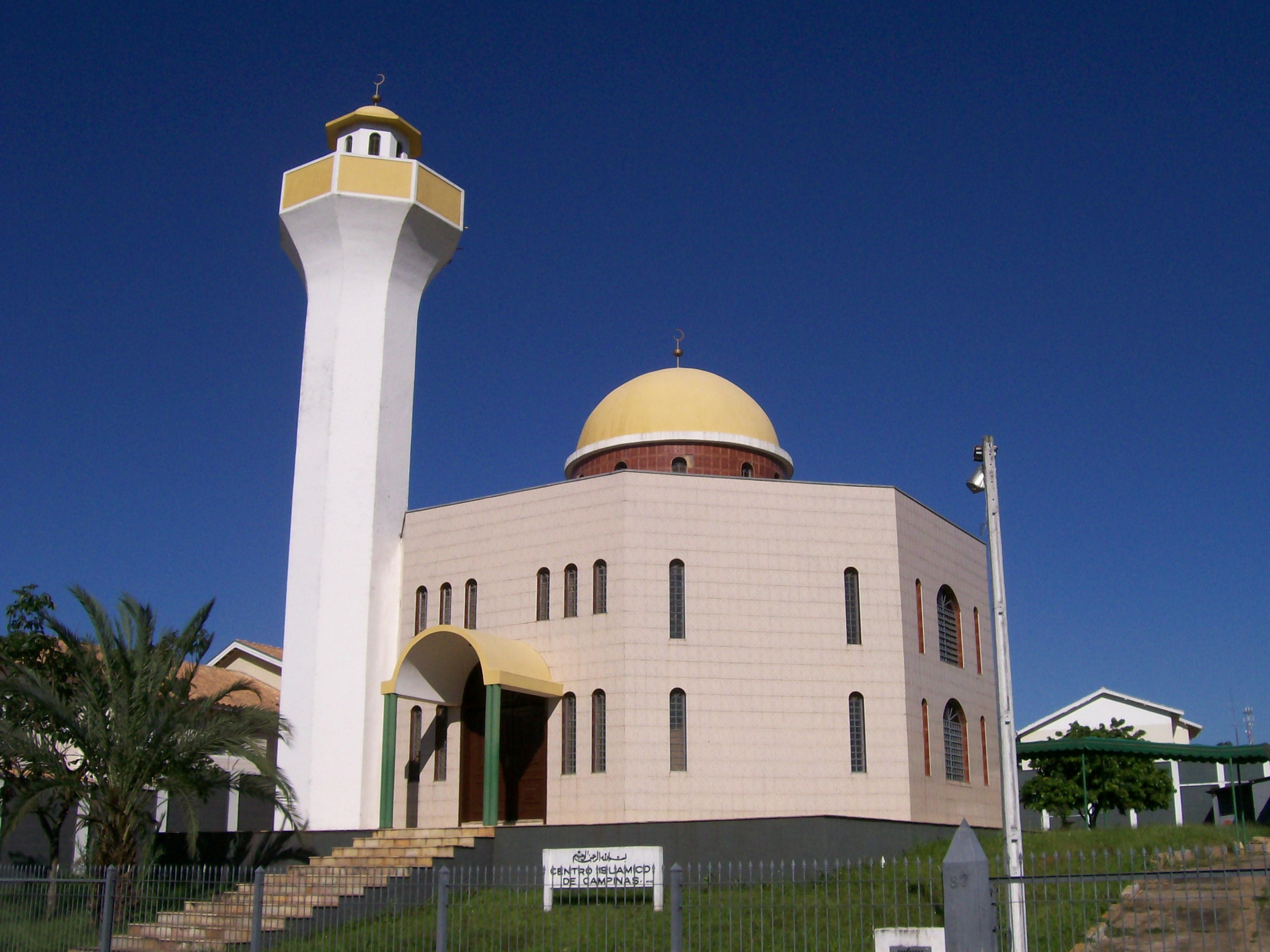
Centro Islâmico de Campinas, São Paulo

Desde 2001, o número de convertidos ao islã no país aumentou significativamente. Segundo Paulo Hilu da Rocha Pinto, autor de Islã: Religião e Civilização — Uma Abordagem Antropológica, este fluxo foi marcado pela exibição, entre outubro de 2001 e junho de 2002, da telenovela O Clone. Segundo ele, foi a obra que "introduziu no imaginário cultural brasileiro imagens bastante positivas dos muçulmanos como pessoas alegres e devotadas à família". Outra explicação dada para o aumento do número de muçulmanos no Brasil foram os atentados de 11 de setembro de 2001 nos Estados Unidos, que trouxe mais exposição midiática, mesmo que distorcida, à fé islâmica.
O grande número de brasileiros revertidos ao islã fez com que centros islâmicos tradicionalmente presididos por muçulmanos de origem árabe passassem a ser presididos por brasileiros. A maior frequência do uso do português foi um dos principais fatores que impulsionaram o crescimento da religião; antigamente o idioma era pouco utilizado porque os sheikhs oriundos de países árabes vinham para o Brasil com o desejo de retornar à terra natal, o que os desencorajava a aprender o idioma.

## Demografia

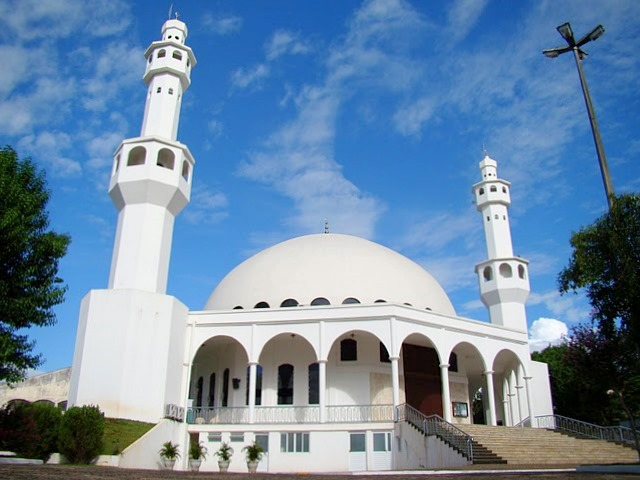
Mesquita Omar Ibn Al-Khattab, em Foz do Iguaçu, Paraná; a cidade abriga a maior comunidade muçulmana do Brasil.

A maior parte dos muçulmanos brasileiros vive nos estados de São Paulo e Paraná, mas também existem comunidades significativas nos estados do Rio Grande do Sul, do Rio de Janeiro, de Minas Gerais e do Mato Grosso do Sul. Grande parte desses muçulmanos são descendentes de imigrantes sírios e libaneses, que fixaram residência no país durante a Primeira Guerra Mundial na iminência da dissolução do Império Otomano. Entretanto, boa parte dos muçulmanos também é de origem palestina, marroquina, egípcia e africana. O Brasil também recebeu uma quantidade significativa de refugiados dos conflitos entre israelenses e palestinos, da Guerra do Líbano de 1982 e dos recentes conflitos no Iraque.
A convergência de imigrantes árabes para a fronteira do estado do Paraná com o Paraguai fez com que a região, especialmente Foz do Iguaçu, se tornasse um dos locais de maior concentração de muçulmanos na América Latina. Proporcionalmente, a cidade possui a maior comunidade islâmica do Brasil.
Na cidade de São Paulo existem cerca de dez mesquitas, dentre as quais a Mesquita Brasil, na Avenida do Estado (centro da cidade), cujas obras de construção começaram em 1929 e que foi a primeira mesquita edificada na América Latina. Há ainda templos, salas de oração, sociedades beneficentes e cemitérios em todos os estados brasileiros e no Distrito Federal. A mesquita mais recente a ser erguida foi construída pela comunidade islâmica de Manaus, enquanto a comunidade de Salvador está levantando fundos para construir o primeiro templo da Bahia. Existem atualmente 94 instituições islâmicas no país, contra apenas 33 em 1983.
Segundo dados do IBGE, 83,2% dos muçulmanos são autodeclarados brancos, 12,2% são pardos, 3,8% são negros, 0,8% são asiáticos e 0,04% são indígenas. Quase a totalidade dos muçulmanos brasileiros (99,2%) vivem em centros urbanos. Apesar de 60% dos muçulmanos brasileiros serem homens, sete em cada dez novos revertidos (convertidos) ao islã são mulheres. O hábito de usar as vestimentas típicas da religião vem crescendo no país. Em 2008, 60% das muçulmanas usavam o hijab; atualmente mais de 90% usam. A metade das novas fiéis são mulheres divorciadas, separadas ou que têm filhos.